# Генрих I (граф Ольденбурга)

Графство Ольденбург на карте Германии в XII веке

Генрих I (нем. Heinrich I. von Oldenburg; ок. 1122 — 1167) — граф Ольденбурга с 1142 года, основатель линии Ольденбург-Вильдесхаузен.
Старший сын Эгильмара II Ольденбургского и Эрики фон Верль-Ритберг.
В 1142 году наследовал отцу вместе с младшим братом — Кристианом I. Они разделили владения: Кристиан получил Ольденбург, Генрих I — Вильдесхаузен (который сделал своей резиденцией), графство Ритберг и фогство в Растреде.
Был вынужден уступить графство Ритберг Генриху Льву.

## Семья
Жена — Саломея, дочь графа Гельдерн-Цютфенского Герхарда II. Дети:
- Герхард I (ум. 1219), епископ Оснабрюка (1192—1216), архиепископ Бремена (1210—1219)
- Кристиана? — жена Ведекинда фон Штумпенхаузена
- Беатрикс, аббатиса в Бассуме (1207—1224)
- Генрих II (ум. 1197), граф Ольденбург-Вильдесхаузен
- Оттон I фон Ольденбург (ум. 1217), епископ Мюнстера.